# Sveti Duh na Ostrem vrhu
Sveti Duh na Ostrem vrhu, pogosto zapisano okrajšano kot Sv. Duh na Ostrem vrhu, je naselje v Občini Selnica ob Dravi. Ustanovljeno je bilo leta 1994 iz dela ozemlja naselij Gradišče na Kozjaku, Vurmat, Zgornji Boč in Veliki Boč. Leta 2015 je imelo 118 prebivalcev.
Jedro naselja je na slemenu pod strmim in razglednim dolomitno-apnenčastim 907 m visokim vrhom na slovensko-avstrijski državni meji. Na izraziti vzpetini stoji cerkev Svetega Duha z bogato oltarno plastiko in kapelo svetega Avguština iz 17. stoletja. S cerkvenega obzidja je lep in prostran razgled na jug in zahod ter proti severu na avstrijsko stran. Skozi naselje vodita cesta čez mejni prehod z Avstrijo in planinska Pot čez Kozjak.
Kraj je znan tudi iz pretekle jugoslovanske zgodovine. Tu so žandarji 24. aprila 1929 pripeljali organizacijskega sekretarka KPJ Đ. Đakovića in sekretarja centralnega odbora Rdeče pomoči Jugoslavije N. Hečimovića. Umorili so ju v gozdu, na meji z Avstrijo, kjer je bil v tistih časih ilegalni prehod za povezavo jugoslovanske partije  s tujino. Na ta dogodek opozarjata leta 1979 obnovljena doprsna kipa ustreljenih komunistov.